# Olive Loughnane
Olive Loughnane ( 14 de janeiro de 1976)  é uma ex-atleta irlandesa especializada na marcha atlética, campeã mundial da marcha de 20 km no Campeonato Mundial de Atletismo de 2009, em Berlim. 
Na ocasião ela chegou em segundo lugar, atrás da russa Olga Kaniskina. Em 2015, porém, veio à tona o grande escândalo de doping na Rússia e Kaniskina foi implicada entre os atletas que competiram dopados em eventos passados. Seus títulos foram cassados e suas medalhas confiscadas. Em 2016, sete anos após a prova e três anos após abandonar o atletismo, Loughane recebeu a medalha de ouro das mãos do presidente da World Athletics, Sebastian Coe, numa cerimônia durante o Campeonato Europeu de Atletismo, em Amsterdam, Holanda.